# Hexatoma (Eriocera) pusilla
Hexatoma (Eriocera) pusilla is een tweevleugelige uit de familie steltmuggen (Limoniidae). De soort komt voor in het Afrotropisch gebied.